# Якшур-Бодьїнський район
Якшу́р-Бо́дьїнський район (рос. Якшур-Бодьинский район, удм. Якшур-Бӧдья ёрос) — муніципальний округ в складі Удмуртської Республіки Російської Федерації. Адміністративний центр — село Якшур-Бодья.

## Географія
Станом на 2002 рік завдяки обліку єгерської служби встановлено чисельність великих ссавців округу: лосів 300—350, кабанів 100—120, бурих ведмедів 70-80, сибірських козуль 35, вовків 6.

## Історія
1868 року була збудована вузькоколійна залізниця від Іжевська до Узгинки і далі до присілку Лумпово. 1878 року жителі волості брали участь у російсько-турецькій війні, 1904 року — у російсько-японській, 1914 року — у Першій світовій війні, 1918 року — у Громадянській війні. 1919 року у волості створюється партійна організація РКП(б), створено Спілку молоді. У червні 1919 року на території вела бої 28-а Азінська стрілецька дивізія. 1920 року були утворені комунгосп та перша комсомольська організація, секретарем якої став син священика Венор Редніков. В 1921–1923 роках через активне розкуркулення стався масовий голод. З травня 1922 року виникли перші піонерські організації. 1925 року до центру була підведена телеграфна лінія. 1927 року створено ветеринарну службу на чолі з лікарями Петром Андрієвським та Григорієм Кокоріним. 1928 року з'явилось перше радіо. Якшур-Бодьїнський район був утворений 15 липня 1929 року. На той час він включав 131 населений пункт: 104 присілки, 7 починків, 6 виселків, 4 станції, 3 села, 2 хутори, 2 кордони, сільгоспартіль, відруб та колонія.
1929 року створено РОНО, райком ВКП(б) на чолі із секретарем С. О. Небогатіковим. В 1930–1962 роках існував Райздороввідділ. 1930 року створено перший колгосп «Авангард», який вже 1931 року розпався. Перший трактор з'явився 1930 року в присілку Киква. Перші вибори до районної ради відбулись 1931 року. 1932 року район увійшов до Удмуртської АО (до цього Вотської АО), яка до 1934 року була у складі Горьковського краю, а потім перетворена в Удмуртську АРСР. 1933 року започатковано перший автобусний маршрут між Іжевськом та Глазовим через Якшур-Бодью. Першим водієм був Гур'янов Олександр Іванович. 1934 року збудовано автодорогу Якшур-Бодья—Шаркан, створено МТС (з 1958 року РТС, з 1961 — сільгосптехніка, з 1988 — агропромсервіс). Станом на 1937 рік в районі було 17 клубів. Цього ж року 2 сільські ради (Русько-Лозинська та Чутирська) відійшли до складу Ігринського району. Цього ж року перший агроном-землеурядник Танигін Петро Іванович створив комплексний опис історії району за період 1929—1937 років. 1938 року сталась велика пожежа, через яку згоріло 64 тисячі га присілків Карашур, Москвино, Пушкарі, Углова, Чур, Чорнушка, Пестовка, Люкшудья, Селичка, Каніфольний, знищено 4 млн кубометрів деревини.
1939 року відкрито автодорогу на Старі Зятці. Того ж року жителі району брали участь у радянсько-фінській війні. У Другій світовій війні добровольцями брали участь 61 особа, з яких 12 жінок, а серед них три сестри (Любов, Христина та Ксенія Широкобокові) з присілку Ванькагурт, які на фронті, бувши військовими хірургами, зробили тисячі операцій пораненим. Всього у війні брали участь 7407 осіб, з яких 94 жінки; загинуло 3891 особа, з яких 7 жінок. Понад 30 медиків брали участь у війні від району. В 1942–1944 роках була збудована залізниця Іжевськ-Балезіно протяжність 146 км, яка пройшла через район. 1954 року 350 осіб поїхали «піднімати» цілину. 1958 року відкрито дитячий санаторій «Селичка». 1962 року біля присілку Кіонгоп булий знайдені значні запаси нафти й газу. В період 1963–1965 років район був ліквідований, а територія передана до складу Ігринського району. 1965 року газета «Красное знамя» перейменована в «Рассвет», вулиця Комунальна — у вулицю Пушиної. 1966 року відкриті школи мистецтва та музична, дитяча бібліотека. 1967 року створено ДОСААФ. 1970 року при лікарні відкрито відділення швидкої допомоги. 1976 року прокладена асфальтована дорога Якшур-Бодья—Сосновка.
54 особи брали участь в Афганській війні. 1980 року була прокладена асфальтована дорога до села Забігалово, 1990 року покращена дорога до Іжевська. З 1991 року до газети «Рассвет» друкується додаток «Ошмес». З 1992 року в районі працює ВАТ «Уральская нефть» спільно з чеською компанією «Інвест-лізинг». Того ж року прокладено асфальтовану дорогу до присілку Патраки. 1995 року ювілейною медаллю «50 років Перемоги у ВВВ 1941—1945 років» нагороджено 302 фронтовики району, у мисливський заказник «Втрачений ключ» завезли для акліматизації 300 сибірських козуль. В 1995-1998 роках 60 жителів району брали участь у чеченській війні. В період 1999—2000 років були реконструйовані мости на шляху Іжевськ—Якшур-Бодья через річки Вожойка, Іж, Селичка, Карашурка та Якшурка. З 28 травня 1999 року запроваджено звання Почесний громадянин Якшур-Бодьїнського району. 2000 року започатковано премії «Найкращим за професіями в честь наших земляків» та «імені Феодори Пушиної». 28 вересня 2003 року затверджено герб та прапор району автора Іванова Руфа Федоровича. 16 жовтня 2005 року пройшли вибори до районної та сільських рад.
Станом на 1965 рік в районі нараховувалось 12 сільських рад: Великоошворцинська, Варавайська, Іж-Забігаловська, Лозо-Ворцинська, Лингинська (29 вересня 1959), Мукшинська, Сосновська, Старозятцинська (1924), Суроновська, Чорнушинська (1959), Чурівська, Якшур-Бодьїнська (1924). На 1992 рік кількість сільських рад не змінилась, але змінились самі сільради: Великоошворцинська, Варавайська, Кекоранська (28 червня 1924), Лингинська, Мукшинська, Пушкарівська, Селиченська (1952, 1973), Старозятцинська, Чорнушинська, Чурівська, Якшурська, Якшур-Бодьїнська. Після адміністративної реформи 2006 року всі сільради були перетворені на сільські поселення.
25 травня 2021 року район був перетворений в муніципальний округ зі збереження старої назви, при цьому були ліквідовані усі сільські поселення:
| Поселення                             | Площа, км² | Населення, осіб (2002) | Населення, осіб (2010) | Населення, осіб (2019) | Центр          | Населені пункти |
| ------------------------------------- | ---------- | ---------------------- | ---------------------- | ---------------------- | -------------- | --------------- |
| Варавайське сільське поселення        | 124,56     | 793                    | 653                    | 577                    | Варавай        | 7               |
| Великоошворцинське сільське поселення | 63,60      | 706                    | 594                    | 575                    | Великі Ошворці | 7               |
| Кекоранське сільське поселення        | 123,25     | 1318                   | 1193                   | 1160                   | Кекоран        | 8               |
| Лингинське сільське поселення         | 57,49      | 1285                   | 1075                   | 962                    | Линга          | 3               |
| Мукшинське сільське поселення         | 195,68     | 1283                   | 1092                   | 1035                   | Мукші          | 9               |
| Пушкарівське сільське поселення       | 80,56      | 1151                   | 1024                   | 786                    | Пушкарі        | 6               |
| Селичинське сільське поселення        | 171,63     | 1428                   | 1431                   | 1371                   | Селичка        | 5               |
| Старозятцинське сільське поселення    | 286,80     | 2065                   | 1855                   | 1753                   | Старі Зятці    | 13              |
| Чорнушинське сільське поселення       | 65,37      | 1332                   | 1412                   | 1477                   | Нова Чорнушка  | 4               |
| Чурівське сільське поселення          | 349,39     | 2602                   | 2416                   | 2378                   | Чур            | 6               |
| Якшур-Бодьїнське сільське поселення   | 138,11     | 7263                   | 7373                   | 7345                   | Якшур-Бодья    | 3               |
| Якшурське сільське поселення          | 123,66     | 1373                   | 1349                   | 1367                   | Якшур          | 9               |

## Населення
Населення — 20786 осіб (2019, 21467 у 2010, 22599 у 2002).
За національним складом населення розподілилось так:
| Народність | 1992  | 2001  |
| ---------- | ----- | ----- |
| удмурти    | 13227 | 14356 |
| росіяни    | 8451  | 8580  |
| татари     | 471   | 470   |
| українці   | 121   | 120   |
| мордовці   | нд    | 43    |
| чуваші     | 36    | 36    |
| білоруси   | 26    | 26    |
| марійці    | 19    | 19    |
| німці      | 14    | 14    |
| башкири    | 13    | 14    |
| інші       | 161   | 142   |

## Населені пункти
До складу округу входять 80 сільських населених пунктів:
| Населений пункт                                          | Населення, осіб (2002) | Населення, осіб (2010) |
| -------------------------------------------------------- | ---------------------- | ---------------------- |
| Алгази, присілок                                         | 195                    | 201                    |
| Альман, присілок                                         | 73                     | 61                     |
| Артем'євці, присілок                                     | 5                      | 2                      |
| Бабашур, присілок                                        | 1                      | 1                      |
| Бегеш, присілок                                          | 2                      | 0                      |
| Бегешка, присілок                                        | 16                     | 12                     |
| Білігурт, присілок                                       | 15                     | 6                      |
| Богородське, присілок                                    | 85                     | 57                     |
| Варавай, присілок                                        | 376                    | 331                    |
| Велика Ітча, присілок                                    | 29                     | 18                     |
| Великі Ошворці, присілок                                 | 516                    | 454                    |
| Верхній Уйвай, присілок                                  | 0                      | -                      |
| Вижоїл, присілок                                         | 188                    | 200                    |
| Вож'як, присілок                                         | 31                     | 25                     |
| Гожмувир, присілок                                       | 26                     | 32                     |
| Гожношур, присілок                                       | 0                      | -                      |
| Гопгурт, присілок                                        | 16                     | 9                      |
| Давиденки, присілок                                      | 49                     | 27                     |
| Даниловці, присілок                                      | 65                     | 51                     |
| Дмитрієвка, присілок                                     | 39                     | 25                     |
| Зеглуд, присілок                                         | 248                    | 210                    |
| Зоря, село                                               | 369                    | 348                    |
| Іж-Забігалово, присілок                                  | 133                    | 84                     |
| Ішем, присілок                                           | 0                      | -                      |
| Кадилово, присілок                                       | 0                      | 0                      |
| Каніфольний, село                                        | 491                    | 473                    |
| Каравай, присілок                                        | 45                     | 29                     |
| Карашур, присілок                                        | 177                    | 63                     |
| Кекоран, село                                            | 249                    | 248                    |
| Кекоран, присілок                                        | 26                     | 18                     |
| Кенервай, присілок                                       | 29                     | 18                     |
| Кесвай, присілок                                         | 80                     | 79                     |
| Кесшур, присілок                                         | 3                      | 0                      |
| Кечшур, присілок                                         | 34                     | 26                     |
| Кечшур-Деньгино, присілок                                | 0                      | -                      |
| Киква, присілок                                          | 397                    | 312                    |
| Кіонгоп, присілок                                        | 1                      | 0                      |
| Кочиш, присілок                                          | 78                     | 54                     |
| Красний, хутір                                           | 0                      | 0                      |
| Кузьминці, присілок                                      | 42                     | 39                     |
| Кургальськ, присілок                                     | 0                      | 1                      |
| Кутоншур, присілок                                       | 34                     | 18                     |
| Линвай, присілок                                         | 94                     | 50                     |
| Линга, село                                              | 1266                   | 1067                   |
| Липовка, присілок                                        | -                      | 57                     |
| Лисово, присілок                                         | 45                     | 17                     |
| Лігрон, присілок                                         | 112                    | 92                     |
| Лудошур, присілок                                        | 15                     | 6                      |
| Лумпово, присілок                                        | 0                      | -                      |
| Люкшудья, село                                           | 343                    | 365                    |
| Мала Ітча, присілок                                      | 147                    | 132                    |
| Малі Ошворці, присілок                                   | 129                    | 87                     |
| Маяк, село                                               | 594                    | 542                    |
| Мукші, присілок                                          | 612                    | 583                    |
| Нижній Післеглуд, присілок                               | 249                    | 230                    |
| Нижній Уйвай, присілок                                   | 0                      | -                      |
| Нова Вожойка, присілок                                   | 105                    | 111                    |
| Нова Деревня, присілок                                   | 0                      | -                      |
| Нова Чорнушка, село                                      | 515                    | 588                    |
| Нове Пастухово, присілок                                 | 19                     | 5                      |
| Новокаравайський, виселок                                | 19                     | 14                     |
| Новокулюшево, присілок                                   | 0                      | 3                      |
| Патраки, присілок                                        | 94                     | 62                     |
| Післеглуд, присілок                                      | 83                     | 56                     |
| Покровці, присілок                                       | 0                      | -                      |
| Порва (Кекоранське сільське поселення), присілок         | 429                    | 426                    |
| Порва (Старозятцинське сільське поселення), присілок     | 9                      | 25                     |
| Прич, присілок                                           | 0                      | -                      |
| Пушкарі, присілок                                        | 364                    | 351                    |
| Рудинський, присілок                                     | 14                     | 18                     |
| Селичка, село                                            | 783                    | 778                    |
| Середній Уйвай, присілок                                 | 5                      | 1                      |
| Сілодзіл, присілок                                       | 0                      | -                      |
| Сільшур-Вож, присілок                                    | 12                     | 12                     |
| Солнечний, село                                          | 138                    | 168                    |
| Солов'ї, присілок                                        | 0                      | 1                      |
| Сосновий, присілок                                       | 142                    | -                      |
| Стара Вожойка, присілок                                  | 0                      | 0                      |
| Старі Зятці, село                                        | 1412                   | 1310                   |
| Старокаравайський, виселок                               | 64                     | 57                     |
| Сюровай, присілок                                        | 401                    | 370                    |
| Сямпі, присілок                                          | 2                      | 2                      |
| Углова, село                                             | 174                    | 142                    |
| Урсо, присілок                                           | 40                     | 19                     |
| Філімоновці, присілок                                    | 6                      | 0                      |
| Чекерово (Якшурське сільське поселення), присілок        | 0                      | 0                      |
| Чекерово (Якшур-Бодьїнське сільське поселення), присілок | 147                    | 121                    |
| Чорнушка, присілок                                       | 11                     | 8                      |
| Чур, село                                                | 2210                   | 2091                   |
| Шудег, присілок                                          | 0                      | -                      |
| Шундошур, присілок                                       | 0                      | -                      |
| Якшур, присілок                                          | 688                    | 715                    |
| Якшур-Бодья, село                                        | 6944                   | 7252                   |

## Господарство
Округ сільськогосподарський, в якому працюють 12 сільськогосподарсько-виробничих кооперативів: «Родина», імені Фрунзе, «Рассвет», «Старозятцинский», «Путь Ильича», «Знамя», імені Чкалова, «Нива», «Восток», «Дружба», імені Кирова, «Патраки» радгосп «Ошворцинский». За 1971–2000 роки в районі було видобуто 33644 тисячі тон нафти.

### Освіта
В окрузі діють 10 середніх та 2 основні школи, 5 початкових та 7 шкіл-садочків, 2 школи-інтернати, школа сільської молоді, 2 позашкільних заклади та 18 дитячих садочків. Станом на 2002 рік в освіті навчалось 4184 дітей, при порівнянні з 1995 роком — 4494 учня.

### Медицина
В окрузі діють центральна окружна лікарня в селі Якшур-Бодья; 3 дільничних лікарні в селах Линга, Чур, Старі Зятці; 2 лікарські амбулаторії в присілках Мукші та Порва; 32 фельдшерсько-акушерських пункти. Персонал представлений 53 лікарями та 205 медсестрами.

### Культура
В окрузі діють 20 бібліотек, 19 клубів, 2 дитячі школи мистецтв, 10 кіноустановок, Будинок ремесел, Якшур-Бодьїнський районний краєзнавчий музей, дитячий клуб «Чингилі».